# Гунбьорн Улфсон
Гунбьорн Улфсон (на норвежки: Gunnbjørn Ulvsson) е норвежки мореплавател, първия европеец, видял бреговете на Америка, живял около 10 век.

## „Откриването“ на Америка
Гунбьорн потегля от Норвегия за Исландия, но поради буря корабът се отклонява на запад и в резултат на това пред погледите на него и моряците му се откриват бреговете на Гренландия. Точната дата на това събитие не е определена. Различните източници посочват години от 876 до 932 г.
Първата експедиция по следите на Улфсон е пътешествието на Снебьорн Галти, извършено през 978 г. Скоро след него на експедиция тръгва и Ерик Торвалдсон, който създава и селище в откритата от тях Гренландия.

## Памет
Неговото име носи връх Гунбьорн (68°55′ с. ш. 29°54′ з. д. / 68.916667° с. ш. 29.9° з. д., 3694 м), най-високата точка на Гренландия и на цяла Арктика.